# 蓝色降落伞
《蓝色降落伞》是周深的首张个人录音室专辑《深的深》中的主打歌。此曲获得2018年全球华人歌曲排行榜年度金曲，词作者高晓松和尹约获得第25届东方风云榜最佳作词。歌曲于2017年10月27日提前以数字单曲的形式发布，11月6日收录于个人首张录音室专辑《深的深》，该专辑有实体CD和数字两种形式。

## 背景和风格
《蓝色降落伞》由高晓松作曲，高晓松和尹约共同作词，作为专辑主打歌提前于2017年10月27日以单曲的形式发布。11月6日收录于周深首张个人专辑《深的深》。
高晓松介绍说，这首歌的创作灵感部分来源于顾长卫导演的经典电影《孔雀》，编曲制作集结了中美团队。全曲节奏舒缓悠扬，高晓松词曲的“精品”和周深的“唯美”演唱，让人陶醉。词的部分则是从最初的版本结合周深少年时的成长经历创作而成的。
周深用一种淡淡的语调，演唱出少年成长中曾经孤独的时刻，又诠释出曾经经历过而后走出孤独的那种释然。
2020年8月19日，周深在网易云音乐的美好分贝电台节目第2期中，介绍了《蓝色降落伞》的故事，所有打赏将捐赠给中国少年儿童发展服务中心，用于“点亮梦想”儿童阅读公益项目。

## 创作者
以下内容整理自虾米音乐和QQ音乐：
- 演唱：周深
- 作词：高晓松 / 尹约
- 作曲：高晓松
- 编曲：张筱真@MEC
- 制作人：尹约
- 人声录音师：Stanley Blu Springer III
- 人声录音棚：Yin Music (洛杉矶)
- 弦乐配器：张筱真@MEC
- 古典吉他：刘泷骏
- 弦乐：国际首席爱乐乐团
- 吉他录音：雷长航
- 弦乐录音/混音助理：倪涵文
- 混音/母带：周天澈
- 音乐录音棚：Tweak Tone Labs (北京)
- 插画：Lost7
- 风格：#国语流行 Mandarin Pop
- 唱片公司：华宇世博

## 重要演出
- 2017年11月6日，专辑发布当天举办了“周深2017新专辑音乐品鉴沙龙”，周深现场演唱《蓝色降落伞》等多首歌曲。[9]
- 2018年3月26日，第25届东方风云榜音乐盛典，周深获年度飞跃歌手奖项，并现场演唱《蓝色降落伞》。
- 2018年4月21日，CCTV-15《全球中文音乐榜上榜》节目中，周深现场演唱《蓝色降落伞》。
- 2018年5月至2019年7月，周深在其首个个人巡回演唱会《深空间》各站演唱此曲。[10]
- 2018年8月29日，全球华人歌曲排行榜2018华人歌曲音乐盛典，周深凭借首张个人专辑《深的深》获年度最佳新人奖项，《蓝色降落伞》获年度金曲奖项，并现场演唱《蓝色降落伞》。
- 2019年6月12日，周深赴新加坡参加參加了“客逢獅城獻溫情新加坡慈善演唱會”，现场演唱了《蓝色降落伞》等多首歌曲。
- 2019年11月至2020年1月，在《周深"C-929星球"全国巡回演唱会》各站演唱此曲。[11]
- 2024年5月18日，周深在上海梅赛德斯-奔驰文化中心举行《2024周深9.29Hz巡回演唱会》上海站的演出，演唱了《蓝色降落伞》等28首歌曲。

## 排行榜
| 歌曲名称            | 排行榜 （2017年）    | 种类 | 最高排名 |
| ------------------- | -------------------- | ---- | -------- |
| 《蓝色降落伞》 周深 | 东方风云榜           | 周榜 | 1        |
| 《蓝色降落伞》 周深 | 亚洲新歌榜           | 周榜 | 2        |
| 《蓝色降落伞》 周深 | 华夏原创金曲榜内地榜 | 周榜 | 7        |

年榜
| 年榜（2017年）                  | 峰值 |
| ------------------------------- | ---- |
| 中国（上海人民广播电台动感101） | 77   |

## 奖项
| 年份 | 颁奖典礼           | 奖项                   | 结果 | 领奖人       |
| ---- | ------------------ | ---------------------- | ---- | ------------ |
| 2018 | 第23届东方风云榜   | 最佳作词《蓝色降落伞》 | 获奖 | 高晓松、尹约 |
| 2018 | 全球华人歌曲排行榜 | 年度金曲《蓝色降落伞》 | 获奖 | 周深         |